# Saison 2018-2019 du MC Oran
Maillots
Dernière mise à jour : 26 mai 2019.
Chronologie
Saison précédente Saison suivante
La saison 2018-2019 du Mouloudia Club Oranais est la 54e saison du club en première division algérienne. L'équipe est engagée en Ligue 1 et en Coupe d'Algérie.

## Transferts

### Période Estivale
| Nom                 | Nationalité | Poste             | Transfert      | Provenance/Destination | Division             |
| ------------------- | ----------- | ----------------- | -------------- | ---------------------- | -------------------- |
| Arrivées            |             |                   |                |                        |                      |
| Oussama Litim       | Algérie     | Gardien de but    | Transfert      | DRB Tadjenanet         | Ligue 1              |
| Rafik Mazouzi       | Algérie     | Gardien de but    | Transfert      | USM El Harrach         | Ligue 1              |
| Sofiane Bouchar     | Algérie     | Défenseur         | Transfert      | CR Belouizdad          | Ligue 1              |
| Brahim Boudebouda   | Algérie     | Défenseur         | Transfert      | MC Alger               | Ligue 1              |
| Hamza Aït Ouamar    | Algérie     | Milieu de terrain | Transfert      | ES Sétif               | Ligue 1              |
| Bouazza Feham       | Algérie     | Milieu de terrain | Transfert      | Al-Hazm                | Saudi First Division |
| Nassim Yattou       | Algérie     | Milieu de terrain | Transfert      | JS Kabylie             | Ligue 1              |
| Youcef Chibane      | Algérie     | Attaquant         | Transfert      | ES Sétif               | Ligue 1              |
| Rachid Nadji        | Algérie     | Attaquant         | Transfert      | ES Sétif               | Ligue 1              |
| Ziri Hammar         | Algérie     | Milieu de terrain | Prêt           | USM Alger              | Ligue 1              |
| Kodjo Doussé        | Mali        | Attaquant         | Prêt           | Real Bamako            | Ligue 1 Mali         |
| Départs             |             |                   |                |                        |                      |
| Abderraouf Natèche  | Algérie     | Gardien de but    | Transfert      | JS Saoura              | Ligue 1              |
| Fayçal Abdat        | Algérie     | Défenseur         | Transfert      | USM El Harrach         | Ligue 2              |
| Slimane Allali      | Algérie     | Défenseur         | Transfert      | JSM Béjaïa             | Ligue 2              |
| Adel Lakhdari       | Algérie     | Défenseur         | Transfert      | US Biskra              | Ligue 2              |
| Mohamed Aouad       | Algérie     | Milieu de terrain | Transfert      | USM El Harrach         | Ligue 2              |
| Abdelhafid Benamara | Algérie     | Milieu de terrain | Transfert      | USM El Harrach         | Ligue 2              |
| Mohamed Bentiba     | Algérie     | Milieu de terrain | Transfert      | USM Alger              | Ligue 1              |
| Omar Boudoumi       | Algérie     | Milieu de terrain | Transfert      | MO Béjaïa              | Ligue 1              |
| Rachid Ferrahi      | Algérie     | Milieu de terrain | Transfert      | MC El Eulma            | Ligue 2              |
| Mohamed Tiaïba      | Algérie     | Attaquant         | Transfert      | AS Aïn M'lila          | Ligue 2              |
| Mustapha Saïd       | Algérie     | Milieu de terrain | Prêt           | ES Mostaganem          | Ligue 2              |
| Walid Hamidi        | Algérie     | Attaquant         | Prêt           | ASM Oran               | Ligue 2              |
| Farouk Kouache      | Algérie     | Défenseur         | Fin de contrat |                        |                      |
| Noureddine Gaïd     | Algérie     | Milieu de terrain | Fin de contrat | OM Arzew               | DNA                  |
| Djamel Mimoun       | Algérie     | Milieu de terrain | Fin de contrat | SCM Oran               | DNA                  |

### Période Hivernale
| Nom                    | Nationalité   | Poste             | Transfert       | Provenance/Destination | Division             |
| ---------------------- | ------------- | ----------------- | --------------- | ---------------------- | -------------------- |
| Arrivées               |               |                   |                 |                        |                      |
| Vivien Assie           | Côte d'Ivoire | Défenseur         | Transfert       | Al-Arabi               | QSL                  |
| Abderrahmane Mahammedi | Algérie       | Défenseur         | Transfert       | USM Blida              | Ligue 2              |
| Sid Ahmed Aouadj       | Algérie       | Milieu de terrain | Transfert       | JS Saoura              | Ligue 1              |
| Abdelhafid Benamara    | Algérie       | Milieu de terrain | Transfert       | USM El Harrach         | Ligue 2              |
| Abdellah El Moudene    | Algérie       | Milieu de terrain | Prêt            | Paradou AC             | Ligue 1              |
| Départs                |               |                   |                 |                        |                      |
| Sofiane Bouchar        | Algérie       | Défenseur         | Fins de contrat | CR Belouizdad          | Ligue 1              |
| Hamza Aït Ouamar       | Algérie       | Milieu de terrain | Fins de contrat | Al-Washm               | Saudi First Division |
| Bouazza Feham          | Algérie       | Milieu de terrain | Fins de contrat | MO Béjaïa              | Ligue 1              |
| Ziri Hammar            | Algérie       | Milieu de terrain | Fins de contrat | JS Saoura              | Ligue 1              |
| Nassim Yattou          | Algérie       | Milieu de terrain | Fins de contrat | CS Constantine         | Ligue 1              |
| Abderezzak Belal       | Algérie       | Attaquant         | Fins de contrat | MC El Eulma            | Ligue 2              |
| Youcef Chibane         | Algérie       | Attaquant         | Fins de contrat | Al-Qaisumah            | Saudi First Division |
| Kodjo Doussé           | Mali          | Attaquant         | Fins de contrat | Real Bamako            | Ligue 1 Mali         |

## Compétitions

### Championnat d'Algérie

#### Phase Aller
| Date       | J. | Adversaire            | Lieu | Score | Buteurs du MCO                                  | Buteurs de l'Adv.                       | Class. | Public    |
| ---------- | -- | --------------------- | ---- | ----- | ----------------------------------------------- | --------------------------------------- | ------ | --------- |
| 11/08/2018 | 1  | CA Bordj Bou Arreridj | Dom. | 1–1   | Nadji 59e (pen.)                                | Meftahi 1re                             | 7e     | 30 000    |
| 17/08/2018 | 2  | JS Saoura             | Ext. | 2–0   | -                                               | Boulaouidet 57e (pen.), Farhi 85e       | 13e    | 20 000    |
| 28/08/2018 | 3  | MO Béjaïa             | Dom. | 0–0   | -                                               | -                                       | 13e    | 25 000    |
| 01/09/2018 | 4  | USM Bel Abbès         | Ext. | 3–1   | Nadji 73e                                       | Guebli 18e, Ait Fergane 26e, Zouari 61e | 15e    | 20 000    |
| 10/09/2018 | 5  | AS Aïn M'lila         | Dom. | 3–1   | Hammar 23e, Sebbah 43e, Chibane 88e             | Si Ammar 85e                            | 11e    | 20 000    |
| 14/09/2018 | 6  | Paradou AC            | Ext. | 3–2   | Mekkaoui 19e, Mansouri 22e (pen.)               | Naidji 51e 70e, Bouzok 60e (pen.)       | 13e    | 5 000     |
| 22/09/2018 | 7  | MC Alger              | Dom. | 4–3   | Hammar 3e, Mansouri 34e, Nadji 37e, Bouchar 76e | Bendebka 45e, Nekkache 49e, Amada 61e   | 9e     | 30 000    |
| 29/09/2018 | 8  | CR Belouizdad         | Ext. | 0–1   | Nadji 58e                                       | -                                       | 6e     | Huis clos |
| 07/10/2018 | 9  | ES Sétif              | Dom. | 0–1   | -                                               | Chibane 84e (csc)                       | 10e    | 27 000    |
| 11/10/2018 | 10 | O Médéa               | Ext. | 1–1   | Mansouri 45e                                    | Sameur 23e                              | 10e    | 8 000     |
| 19/10/2018 | 11 | JS Kabylie            | Dom. | 0–0   | -                                               | -                                       | 10e    | 30 000    |
| 30/10/2018 | 12 | DRB Tadjenanet        | Dom. | 3–1   | Bouchar 50e, Nadji 56e, Chibane 72e             | Aribi 44e                               | 8e     | 15 000    |
| 06/11/2018 | 13 | CS Constantine        | Ext. | 0–0   | -                                               | -                                       | 9e     | 15 000    |
| 12/11/2018 | 14 | USM Alger             | Dom. | 0–0   | -                                               | -                                       | 9e     | 20 000    |
| 21/11/2018 | 15 | NA Hussein Dey        | Ext. | 1–0   | -                                               | Gasmi 68e (pen.)                        | 9e     | 5 000     |

#### Phase Retour
| Date       | J. | Adversaire            | Lieu | Score | Buteurs du MCO                             | Buteurs de l'Adv.                                | Class. | Public    |
| ---------- | -- | --------------------- | ---- | ----- | ------------------------------------------ | ------------------------------------------------ | ------ | --------- |
| 04/01/2019 | 16 | CA Bordj Bou Arreridj | Ext. | 3–1   | Chibane 42e                                | Ziad 12e, Zerara 79e (pen.), Droueche 89e        | 11e    | Huis clos |
| 22/01/2019 | 17 | JS Saoura             | Dom. | 1–1   | Toumi 40e                                  | Yahia Cherif 21e                                 | 10e    | 15 000    |
| 18/01/2019 | 18 | MO Béjaïa             | Ext. | 0–3   | Nadji 12e, Mahammedi 28e, Guechi 72e (csc) | -                                                | 9e     | 15 000    |
| 25/01/2019 | 19 | USM Bel Abbès         | Dom. | 2–2   | Boudebouda 41e, Mansouri 64e (pen.)        | Masmoudi 13e 90+3e                               | 9e     | 30 000    |
| 04/02/2019 | 20 | AS Aïn M'lila         | Ext. | 0–0   | -                                          | -                                                | 9e     | 5 000     |
| 08/02/2019 | 21 | Paradou AC            | Dom. | 0–2   | -                                          | Naidji 72e 79e                                   | 10e    | 20 000    |
| 09/04/2019 | 22 | MC Alger              | Ext. | 1–0   | -                                          | Frioui 83e                                       | 10e    | 10 000    |
| 03/03/2019 | 23 | CR Belouizdad         | Dom. | 1–1   | Nessakh 7e (csc)                           | Soumana 58e                                      | 10e    | 10 000    |
| 17/03/2019 | 24 | ES Sétif              | Ext. | 4–1   | Mahammedi 48e                              | Djahnit 28e, Bouguelmouna 42e 58e, Radouani 80e, | 13e    | Huis clos |
| 02/04/2019 | 25 | O Médéa               | Dom. | 1–0   | Assie 82e                                  | -                                                | 12e    | 25 000    |
| 20/04/2019 | 26 | JS Kabylie            | Ext. | 4–2   | Mansouri 12e (pen.), Nadji 81e (pen.)      | Abdul Razak 3e 58e, Chetti 43e, Hamroune 45+2e   | 13e    | 20 000    |
| 11/05/2019 | 27 | DRB Tadjenanet        | Ext. | 0–0   | -                                          | -                                                | 14e    | 7 000     |
| 16/05/2019 | 28 | CS Constantine        | Dom. | 1–0   | Guertil 36e                                | -                                                | 13e    | 38 000    |
| 21/05/2019 | 29 | USM Alger             | Ext. | 1–1   | Assie 58e                                  | Benmoussa 43e (pen.)                             | 13e    | 15 000    |
| 26/05/2019 | 30 | NA Hussein Dey        | Dom. | 3–2   | Aouadj 3e, Nadji 64e, Mansouri 74e         | Boutmène 51e 77e                                 | 10e    | 40 000    |

#### Classement
| Rang | Équipe                  | Pts | J  | G  | N  | P  | Bp | Bc | Diff | Qualification ou relégation                     |
| ---- | ----------------------- | --- | -- | -- | -- | -- | -- | -- | ---- | ----------------------------------------------- |
| 8    | CR Belouizdad C         | 38  | 30 | 10 | 11 | 9  | 28 | 27 | +1   | Qualification pour la Coupe de la confédération |
| 9    | CA Bordj Bou Arreridj P | 37  | 30 | 9  | 10 | 11 | 22 | 24 | −2   |                                                 |
| 10   | MC Oran                 | 36  | 30 | 8  | 12 | 10 | 32 | 38 | −6   |                                                 |
| 11   | NA Hussein Dey          | 36  | 30 | 9  | 9  | 12 | 22 | 29 | −7   |                                                 |
| 12   | AS Aïn M'lila P         | 36  | 30 | 7  | 15 | 8  | 20 | 30 | −10  |                                                 |

1. ↑  Défalcation de 3 points. En raison du forfait du CR Belouizdad pour le match CR Belouizdad – AS Aïn M'lila, la victoire a été attribué à l'AS Aïn M'lila sur un score de 3-0. La Commission de discipline de la Fédération algérienne de football a donné une pénalité supplémentaire de 3 points au CR Belouizdad.

### Coupe d'Algérie
| Date       | Tour                   | Adversaire     | Lieu              | Score          | Buteurs du MCO                       | Buteurs de l'adv. | Public |
| ---------- | ---------------------- | -------------- | ----------------- | -------------- | ------------------------------------ | ----------------- | ------ |
| 18/12/2018 | 1/32 de finale         | ASB Maghnia    | Ahmed Zabana      | 3–2            | Boudebouda 18e 45e, Toumi 43e        | Saidi 37e 63e     | 5 000  |
| 28/12/2018 | 1/16 de finale         | RA Aïn Defla   | Abdelkader Khelal | 1–2            | Toumi 7e, Boudebouda 13e             | Mekkioui 57e      | 2 500  |
| 29/01/2019 | 1/8 de finale          | NC Magra       | Ahmed Zabana      | 2–0 ap         | Mansouri 105e (pen.), Benrezoug 109e | -                 | 15 000 |
| 12/03/2019 | 1/4 de finale - aller  | CS Constantine | Mohamed-Hamlaoui  | 1–1            | El Moudene 80e                       | Belkacemi 89e     | 30 000 |
| 28/03/2019 | 1/4 de finale - retour | CS Constantine | Ahmed Zabana      | 1–1ap (4–5tab) | Nadji 58e                            | Zaalani 68e       | 30 000 |

## Statistiques

### Buteurs
| Rang                | Joueur                 | Ligue 1 | Coupe d'Algérie | Total |
| ------------------- | ---------------------- | ------- | --------------- | ----- |
| 1                   | Rachid Nadji           | 8       | 1               | 9     |
| 2                   | Zakaria Mansouri       | 6       | 1               | 7     |
| 3                   | Brahim Boudebouda      | 1       | 3               | 4     |
| 4                   | Youcef Chibane         | 3       | 0               | 3     |
| 4                   | Mohamed Toumi          | 1       | 2               | 3     |
| 6                   | Vivien Assie           | 2       | 0               | 2     |
| 6                   | Sofiane Bouchar        | 2       | 0               | 2     |
| 6                   | Ziri Hammar            | 2       | 0               | 2     |
| 6                   | Abderrahmane Mahammedi | 2       | 0               | 2     |
| 10                  | Sid Ahmed Aouadj       | 1       | 0               | 1     |
| 10                  | Hakim Benrezoug        | 0       | 1               | 1     |
| 10                  | Abdellah El Moudene    | 0       | 1               | 1     |
| 10                  | Youcef Guertil         | 1       | 0               | 1     |
| 10                  | Zineddine Mekkaoui     | 1       | 0               | 1     |
| 10                  | Zine El Abidine Sebbah | 1       | 0               | 1     |
| But contre son camp | But contre son camp    | 1       | 0               | 1     |

### Passeurs Décisifs
| Rang | Joueur                 | Ligue 1 | Coupe d'Algérie | Total |
| ---- | ---------------------- | ------- | --------------- | ----- |
| 1    | Zakaria Mansouri       | 5       | 2               | 7     |
| 2    | Sid Ahmed Aouadj       | 2       | 1               | 3     |
| 3    | Hamza Aït Ouamar       | 0       | 2               | 2     |
| 3    | Boumediene Freifer     | 2       | 0               | 2     |
| 3    | Réda Halaïmia          | 2       | 0               | 2     |
| 6    | Youcef Chibane         | 1       | 0               | 1     |
| 6    | Bouazza Feham          | 1       | 0               | 1     |
| 6    | Youcef Guertil         | 0       | 1               | 1     |
| 6    | Zineddine Mekkaoui     | 1       | 0               | 1     |
| 6    | Rachid Nadji           | 1       | 0               | 1     |
| 6    | Zine El Abidine Sebbah | 0       | 1               | 1     |